# 勇者系列 (動畫)
《勇者系列》（日语：勇者シリーズ）是一部由日昇公司製作的機器人動畫系列。

## 歷史
《勇者系列》，最初是由日昇公司與特佳麗公司合作，針對低年齡層而推出的機器人動畫系列，由1990年的《勇者艾克斯凱撒》開始，另一部同樣由日昇公司製作的機器人動畫系列《藍光人系列》被視為《勇者系列》的兄弟系列。
《勇者系列》的製作，最初是以《變形金剛Ｖ》為基礎，此作品在劇情面、機器人設定面，以及小孩與機器人的互動等基本要素影響了《勇者系列》的發展。由於《勇者系列》的早期主要贊助商和早期玩具主要生產商特佳麗公司當時亦負責生產日本版《變形金剛》系列的玩具，因此《勇者系列》的部份機體是以《變形金剛》系列機體為原型，包括《勇者艾克斯凱撒》的宇宙海盜惡鬼四將（沒有推出玩具）、《傳說之勇者》的紅鬼、《勇者特急》的巨體超音速8823號（沒有推出玩具）和飛龍及轟龍與奧多拉斯MKII（沒有推出玩具）、《勇者警察》的影狼（沒有推出玩具）和影丸、《黃金勇者》的天蠍號（沒有推出玩具）和里拜巴隆（沒有推出玩具）與死神貨櫃號，以及《勇者指令》的達古基地和閃電達古王，當中《太陽之勇者》及《勇者王》並沒有以《變形金剛》為原型的機體。
《勇者系列》全部共有九部電視動畫作品（最後一部由OVA《勇者王FINAL》剪輯而成），當中除了《勇者王》之外，就只有《勇者指令》曾推出OVA。
2004年至2006年期間，日昇公司為《勇者系列》的前七部作品（《勇者艾克斯凱撒》至《勇者指令》）推出DVD-BOX，當中《太陽之勇者》至《勇者指令》的DVD-BOX附送由CM's公司生產的可動人偶。
2008年開始，無電視兒童台以「經典勇者系列」時段，將以往曾經播映過的《勇者系列》動畫逐一重播。
《勇者系列》的早期玩具產品主要由特佳麗公司生產，直至2010年代初萬代公司取得了《勇者系列》玩具模型產品的發行權，並成為近代《勇者系列》玩具模型產品的主要生產商之一，當中《勇者特急》的飛龍更成為首個獲萬代公司推出模型的《變形金剛》原型機體。
2015年，日昇公司為《勇者王》推出藍光光碟，成為首部推出藍光光碟的《勇者系列》作品。
2016年9月30日，日昇公司名下的矢立文庫開始連載網絡小説《霸界王～我王凱牙對進化戰記～》，2017年6月21日至2021年9月28日期間推出全3卷的實體小説，2022年2月14日起在Firecross網站開始連載漫畫版，為《勇者王》的完結篇。
2023年，日昇公司為《勇者系列》推出全新漫畫作品《勇者宇宙索格雷達》，並於同年7月31日起在Firecross網站進行線上連載，過去系列作所出現過的機器人以及角色都會再度登場。
2024年6月，《勇者聖戰》推出網絡小説。

## 動畫作品

### 《勇者艾克斯凱撒》
1990年2月3日‐1991年1月26日播出（全48話）
監督：谷田部勝義
《勇者系列》和「谷田部勇者三部曲」的第一部作，同時奠定系列後作各種指定元素﹕獸面胸甲（以獅面居多）、新幹線列車、噴射機、跑車和鑽頭車等機器人，而當中的3段變形龍鬼，更是首開《勇者系列》中，敵對角色商品化的先例。

### 《太陽之勇者》
1991年2月2日‐1992年2月1日播出（全48話）
監督：谷田部勝義
「谷田部勇者三部曲」第二部作品，以宇宙警備隊隊長「火鳥勇太郎」及同伴，對抗由3獸合體德萊亞斯統率的邪惡軍團為主軸，是以外星人附身人造人結合機器成為巨大勇者的作品。

### 《傳說之勇者》
1992年2月8日‐1993年1月23日播出（全46話）
監督：谷田部勝義
「谷田部勇者三部曲」的最終作，故事主要圍繞少年高杉星史以隱藏的身份，與曾經沉睡在地球的10名勇者保衛地球的喜與悲。
機器人方面，當中的「七合變體魔王」，是首個先奸後忠的勇者。

### 《勇者特急》
1993年1月30日‐1994年1月22日播出（全47話）
監督：高松信司
「高松勇者三部曲」首部作品，以大財團青少年總裁旋風寺舞人率領一眾勇者機器人（主要以列車為設計）與各邪惡勢力周旋為主軸。
排除以往「由神秘力量變成勇者」的概念，首次引入「超AI」作為勇者機器人的自我意識。

### 《勇者警察》
1994年1月29日‐1995年1月28日播出（全48話）
監督：高松信司
「高松勇者三部曲」第二部作品，以少年友永勇太，透過與以德卡特為首的勇者警察並肩作戰，去帶出機器人擁有心靈的主題。
承接《勇者特急》的超AI概念，再探討機器人與心靈的關係。

### 《黃金勇者》
1995年2月4日‐1996年1月27日播出（全48話） 
監督：高松信司
「高松勇者三部曲」的最終作，故事圍繞著三位小學六年生（拓矢、和樹、大）意外地喚醒了沉睡已久的勇者機器人「多拉」而展開的冒險旅程，亦是《勇者系列》首次部分劇情走搞笑路線的作品。

### 《勇者指令》
TV：1996年2月3日‐1997年1月25日播出（全48話） 
OVA：1997年10月22日-1997年12月28日（全2話） 
監督：望月智充
《勇者系列》中由人類與機器融合、有著濃厚超級戰隊風格的作品，也是《勇者王FINAL》之前，唯一有OVA版本延伸的《勇者系列》作品。由於正值《新機動戰記》的美男風潮，本作亦受到女性觀眾青睞，而主要角色亦由以往以小學生為主，轉變成以高中生為主角，但事實上，本作原本的定位依舊是兒童向。

### 《勇者王》
TV本篇：1997年2月1日‐1998年1月31日播出（全49話）
OVA：2000年1月21日-2003年3月21日（全8話）
OVA剪輯版（TV動畫）：2005年4月11日－2005年6月27日（全12話）
監督：米谷良知
《勇者系列》的第8作，相比以往的系列作品，本作故事風格較為嚴謹成熟，設定也較為複雜，觀眾的年齡層亦有所提高。

## 遊戲作品

### 《新世代機器人戰記BRAVESAGA》
1998年12月17日發售的電玩遊戲，當中包括原創作品《勇者聖戰巴恩鋼》；2024年6月，《勇者聖戰巴恩鋼》推出網絡小説。

### 《勇者王 BLOCKADED NUMBERS》
1999年4月8日發售的電玩遊戲，《勇者王》的附屬遊戲作品，故事設定於第14話和第15話之間以及第43話和第44話之間。

### 《BRAVESAGA2》
2000年5月2日發售的電玩遊戲，《新世代機器人戰記BRAVESAGA》的續篇。

### 《BRAVESAGA 新章 阿斯塔利亞》
2001年1月26日發售的電玩遊戲。

### 《新世紀勇者大戰》
2005年2月17日發售的電玩遊戲，當中包括原創作品《量子跳躍雷薩巴》。

## 漫畫作品

### 《霸界王～我王凱牙對進化戰記～》
2016年9月30日開始連載於日昇公司名下的矢立文庫的網絡小説，2017年6月21日至2021年9月28日期間推出全3卷的實體小説，2022年2月14日起在Firecross網站開始連載漫畫版，為《勇者王》的完結篇。

### 《勇者宇宙索格雷達》
2023年7月31日開始在Firecross網站進行線上連載的全新漫畫作品，過去系列作所出現過的機器人以及角色都會再度登場。

## 外部連結
- 勇者Web （页面存档备份，存于）（日語）